# 5905 Johnson
5905 Johnson eller 1989 CJ1 är en asteroid i huvudbältet som upptäcktes 11 februari 1989 av den amerikanske astronomen Eleanor F. Helin vid Palomar-observatoriet. Den är uppkallad efter den amerikanska astronomen Lindley N. Johnson.
Asteroiden har en diameter på ungefär 4 kilometer och den tillhör asteroidgruppen Hungaria.